# 40-е годы
40-е (сороковы́е) го́ды по юлианскому календарю — промежуток времени с 1 января 40 года по 31 декабря 49 года, включающий 40 год 4-го десятилетия   и с 41 по 49 годы    5-го десятилетия I века 1-го тысячелетия.  Они закончились 1976 лет назад.

## Важнейшие события
- Римское завоевание Британии (43—60-е)[1].[2][3].
- Середина 40-х — Поход в Германию военачальника Корбулона[4].
- Середина 40-х — Клавдий признаёт царём Боспора Митридата VIII, но затем посылает на Боспор войска, которые сажают на престол брата Митридата Котиса. Митридат бежит в степи Северного Кавказа.
- По наветам Мессалины Клавдий казнил тестя Аппия Силана, племянниц: Юлию, дочь Германика, и Юлию, дочь Друза, Гнея Помпея, мужа своей старшей дочери, 35 сенаторов и более 300 всадников.
- Вторая половина 40-х — Веспасиан в Британии участвовал более чем в 30 боях с неприятелем, покорил два сильных племени, более 20 городов и остров Уайт. За это он получил триумфальные украшения, понтификат и авгурство.

## Важнейшие личности
- Павел, христианский апостол.